# 纂異記
《纂异记》，一题《异闻录》、《异闻实录》，唐代传奇小说集。唐人李玫撰。
李玫為晚唐大中年間人，大和九年爆發了甘露之變，政治人物被宦官冤杀，《纂异记》讽刺、抨击當時政治，而自出机杼，深有寄托，如《喷玉泉幽魂》描述宦官残狠之名篇，尊称甘露四相为“四丈夫”。《韦鲍生》則批判當時的科举制度，大约是李玫不长于诗赋，故屡試不中，心怀愤懑。本书載神仙鬼怪之事，如《徐玄之》寫徐玄之遭俘入蟻國受審，情節類似《南柯太守传》。李剑国评李玖此书為佳作。原書久佚，《太平广记》存有佚文，今輯得十四篇。